# 別天津神

天地開闢 [//upload.wikimedia.org/wikipedia/commons/b/b5/Japanese Primordial Deities-ja.svg SVGで表示（対応ブラウザのみ）

別天津神（ことあまつかみ）は、『古事記』において、天地開闢の時にあらわれた五柱の神々である。神世七代、天津神・国津神、三貴神、地神五代などに先行する神。

## 概要
『古事記』上巻の冒頭では、天地初発の際、高天原に以下の三柱の神（造化三神という）が、いずれも独神として成って、そのまま身を隠したという。
- 天之御中主神（あめのみなかぬしのかみ） - 至高の神
- 高御産巣日神（たかみむすひのかみ） - 天の生産・生成の「創造」の神。神産巣日神と対になって男女の「むすび」の男を象徴する神
- 神産巣日神（かみむすひのかみ） - 地の生産・生成の「創造」の神。高御産巣日神と対になって男女の「むすび」の女を象徴する神

その次に、国土が形成されて海に浮かぶくらげのようになった時に以下の二柱の神が現われた。この二柱の神もまた独神として身を隠した。
- 宇摩志阿斯訶備比古遅神（うましあしかびひこぢのかみ）- 活力の神
- 天之常立神（あめのとこたちのかみ）- 天の永久性を象徴する神

これら五柱の神を、天津神の中でも特別な存在として「別天津神」と呼ぶ。別天津神の次に神世七代の神が現れた。

## 出現表
各書の出現表である。なお古事記5柱を含むまでの順で国常立尊以下は省略した。
| 書名                     | 1代                        | 2代                        | 3代                      | 4代                          | 5代                    | 6代                    | 7代                    |
| ------------------------ | -------------------------- | -------------------------- | ------------------------ | ---------------------------- | ---------------------- | ---------------------- | ---------------------- |
| 古事記                   | 天之御中主神               | 高御產巣日神               | 神產日神                 | 宇摩志訶備比古遲神           | 天之常立神             |                        |                        |
| 日本書紀1書第2           | 可美葦芽彦舅尊             |                            |                          |                              |                        |                        |                        |
| 1書第3                   | 可美葦芽彦舅尊             |                            |                          |                              |                        |                        |                        |
| 1書第4-2                 | 天御中主尊                 | 高皇產靈尊                 | 神皇產靈尊               |                              |                        |                        |                        |
| 1書第6                   | 天常立尊                   | 可美葦芽彦舅尊             |                          |                              |                        |                        |                        |
| 古語拾遺                 | 天御中主神                 | 多賀美武須比（高皇產靈神） | 神產靈神                 |                              |                        |                        |                        |
| 先代旧事本紀             | 天讓日天狹霧國禪月國狹霧尊 | 天御中主尊・天常立尊       | 可美葦芽彦舊尊           |                              |                        |                        |                        |
| 天書紀                   | 國常立尊                   | 天御中主尊                 |                          |                              |                        |                        |                        |
| 上記                     | あめのみなかぬしのみこと   | たかみむすびのみこと       | かむみむすびのみこと     | うましあしかびひこぢのみこと | あめのそこたちのみこと | くにのそこたちのみこと | あめのとこたちのみこと |
| たかちほふみ（上記引用） | あめのみなかぬしのみこと   | こもまくらたかぎのみこと   | かむみたまみおやのみこと |                              |                        |                        |                        |
| 宋史日本傳               | 天御中主                   |                            |                          |                              |                        |                        |                        |